# Maica Barroso
María del Carmen Barroso Trujillo más conocida como Maica Barroso (Galaroza, Huelva, 16 de noviembre de 1958) es una actriz española conocida por su participación en series como Amar en tiempos revueltos y Amar es para siempre en el papel de Felisa Ruiz Sanabria y obras de teatro como La esclusa. Está licenciada en Arte Dramático por la Universidad de Sevilla.

## Filmografía

### Televisión
- Juncal, (1999).
- Yerma, como acompañante de rezos (1999).
- Calle nueva, (2001-2003).
- El camino de Víctor, TV movie, como Directora del colegio. Dir. Dacíl Pérez de Guzmán (2004).
- Arrayán, como la Doctora Cordero (2005-2008).
- Cuéntame cómo pasó, como enfermera (2008).
- Amar en tiempos revueltos, como Felisa Ruiz Sanabria (2010-2012).
- Especial Amar en tiempos revueltos: La muerte a escena, como Felisa Ruiz Sanabria (2011).
- Amar es para siempre, como Felisa Ruiz Sanabria (2013).
- El Caso: Crónica de sucesos, como la madre de Natividad Pérez, un episodio: El crimen del abrevadero (2016).
- Matadero, como la madre de Nuño (2019).
- La caza. Monteperdido, como Concha (2019).
- Caronte, como una jueza, un episodio: El infierno (2020).
- Servir y proteger, como Aura Navarro (2020).
- Si lo hubiera sabido, como la madre de Nando (2022).

### Largometrajes
- Brujas, documental. Dir. Pilar Távora (2007).
- Lejos del mar, como Alfonsina. Dir. Imanol Uribe (2015).
- Los últimos románticos, como Paulina. Dir. David Pérez Sañudo (2024).

### Teatro
- La lección, Farsa Maravillosa, La casa de Bernarda Alba, Paella salvaje, Carnicerito Torero, El canto del gorrión... Dir. Alfonso Zurro. Jácara (1980-1988).
- Alhucema. Dir. Salvador Távora. La Cuadra de Sevilla (1989).
- Malfario. Dir. A. Onetti/Carlos Álvarez. CAT (1991).
- Don Quijote. Dir. Pedro Casablanc. Expo'92 (1992).
- La lección de Ionesco. Dir. Alfonso Zurro. Jácara (1993).
- Bodas de sangre de Federico García Lorca. Dir. Ariel García Valdés. CAT (1994).
- Retablillo de Don Cristóbal de Federico García Lorca. Dir. Alfonso Zurro. Jácara (1994).
- Buenos amigos. Dir. J. Cuadreli. Viento sur (1995)
- Por mis muertos. Dir. Alfonso Zurro/Caballero/B. Axaga/S. Berbel/P. Ortega. Jácara (1995-1996).
- Los avispones de Peter Handke. Dir. Alfonso Zurro. Jácara (1996).
- Jorge Dandin de Molière. Dir. Alfonso Zurro. Jácara (1997).
- A solas con Marilyn. Dir. Alfonso Zurro/Andrés Lima. Jácara (1998).
- Fuenteovejuna, de Lope de Vega. Dir. Emilio Hernández. CAT (1999-2000).
- ¡Ay, Carmela! de José Sanchis Sinisterra. Dir. Pedro Casablanc. Monteagudo (2000-2001).
- Fuga de la muerte. Dir. P. Celán/Cest Gelabert. Teatro de la Maestranza (2001).
- Silencio. Dir. Sergio Rubio/Eduardo Fuentes. CAT (2002).
- Los 7 pecados capitales. Dir. Alfonso Zurro. CAT (2003-2004).
- Federico, sobre Federico García Lorca. Dir. Francisco Ortuño. CAT (2005-2006).
- Solas de Benito Zambrano. Dir. José Carlos Plaza. Pentación (2006).
- La esclusa. Dir. Michel Afama/Sylvie Nys. Devenir (2007-2008).
- La lección de Ionesco. Dir. Joan María Gual. Teatro Español (2009).
- Bodas de sangre. Dir. José Carlos Plaza. Centro Dramático Nacional (2010).
- La esclusa. Dir. Michel Afama/Sylvie Nys. TDA (Actualidad).

## Premios
- Mejor actriz en la Muestra de Teatro Andaluz Palma del Río por La lección (1993).
- Mejor actriz en la Muestra de Teatro de Cádiz por La lección (1993)
- Mejor actriz en la Muestra de Teatro Andaluz Palma del Río por ¡Ay, Carmela! (2003).
- Mejor actriz en el Festival de Teatro de Palencia por ¡Ay, Carmela! (2003).